# Amar, Amar
Amar, Amar é o décimo nono disco da carreira do cantor Amado Batista lançado em 1997 pela gravadora BMG. Os destaques desse disco vão para as músicas Amar, Amar, Quem é você, Aeromoça e Madrugada na cidade. No total foram mais de 1 milhão de cópias vendidas.

## Faixas
| N.º | Título                        | Duração |  |
| 1.  | "Tanto Amor"                  | 3:24    |  |
| 2.  | "Amar Amar"                   | 3:12    |  |
| 3.  | "Quem é Você"                 | 3:08    |  |
| 4.  | "Aeromoça"                    | 4:30    |  |
| 5.  | "Amor pra Valer"              | 3:54    |  |
| 6.  | "Queria Lhe Dizer Cantando"   | 3:10    |  |
| 7.  | "Homem Descartável"           | 3:42    |  |
| 8.  | "Madrugada na Cidade"         | 3:21    |  |
| 9.  | "Buraco Negro"                | 2:26    |  |
| 10. | "Aceite Meu Coração"          | 3:13    |  |
| 11. | "Ninguém Vai Te Amar Como Eu" | 3:29    |  |
| 12. | "Bem Mais Feliz"              | 2:45    |  |